# Paz para o nosso tempo

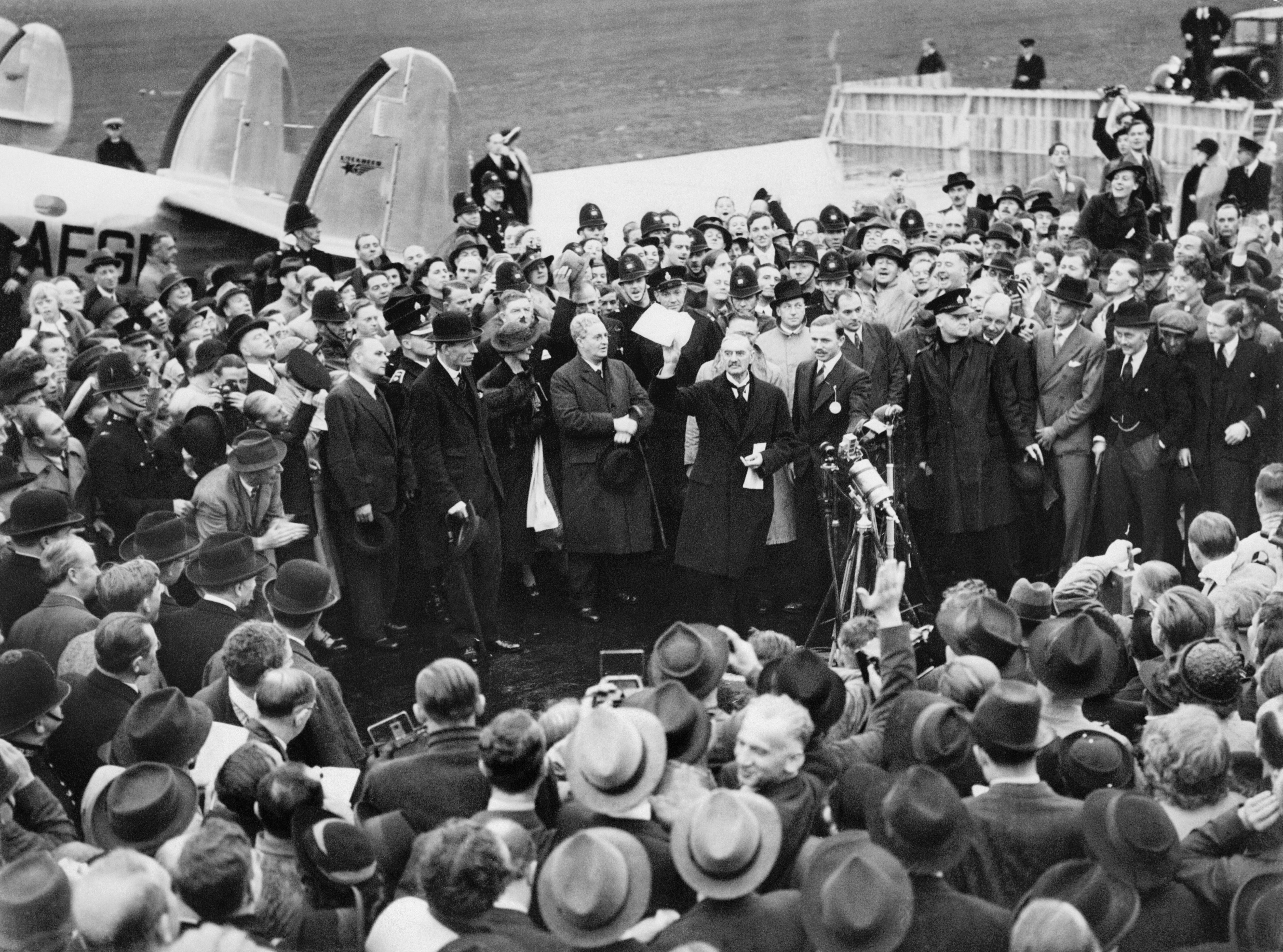
Neville Chamberlain exibindo a Declaração Anglo-Alemã para uma multidão no Aeródromo Heston em 30 de setembro de 1938.

A frase "paz para o nosso tempo" ou também "paz para a nossa época" (em inglês: peace for our time) foi pronunciada em 30 de setembro de 1938 pelo primeiro-ministro britânico Neville Chamberlain em seu discurso sobre o Acordo de Munique e a Declaração Anglo-Alemã. A frase ecoou Benjamin Disraeli, que ao retornar do Congresso de Berlim em 1878 afirmou: "Eu voltei da Alemanha com a paz em nosso tempo". É principalmente lembrada por seu valor irônico, visto que a ocupação alemã dos Sudetos se iniciou no dia seguinte. Menos de um ano após o acordo, depois de uma contínua agressão da Alemanha nazista e sua invasão da Polônia, a Europa estava mergulhada na Segunda Guerra Mundial.
Muitas vezes, é citada erroneamente como "a paz em nosso tempo", que tinha aparecido bem antes, no Livro de Oração Comum como "Dê a paz em nosso tempo, ó Senhor", provavelmente baseado no hino do século VII 'Da pacem Domine! in diebus nostris, Alleluja'.
No filme "Vingadores - Era de Ultron", a icônica frase é dita pelo vilão, Ultron numa cena em combate contra os heróis, fazendo referência ao que ele havia ouvido de Tony Stark.